# Alexandre Tremblay
Alexandre Tremblay (* 22. März 1979 in Beaupré, Québec) ist ein kanadischer Eishockeyspieler, der seit 2015 für die Assurancia de Thetford aus der Ligue Nord-Américaine de Hockey auf dem linken Flügel spielt.

## Karriere
Tremblay begann seine Karriere in der Québec Major Junior Hockey League und absolvierte dort insgesamt 264 Spiele für Laval, Shawinigan und Océanic de Rimouski, in denen er 137 Tore, 141 Assists und 335 Strafminuten sammelte. Im Frühjahr 2000 gewann er mit Rimouski den Memorial Cup, die Trophäe der Canadian Hockey League, im Finale gegen die Barrie Colts.
In seinem Rookie-Jahr 2000/01 an der Université du Québec à Trois-Rivières (UQTR) wurde Tremblay zum CIS Rookie of the Year ernannt und stellte einen neuen UQTR-Rookie-Rekord mit 29 Toren und 24 Assists auf. Er gewann die Meisterschaft der Universitätsliga CIS 2000/01 und wurde zum Most Valuable Player der Meisterschaft ernannt. Zwei Jahre später wurde er als CIS Player of the Year ausgezeichnet, wurde Topscorer und Toptorschütze der CIS und gewann erneut die CIS-Meisterschaft mit den UQTR Patriotes.
Im März 2003 unterzeichnete Tremblay einen Probevertrag bei den Syracuse Crunch aus der American Hockey League und absolvierte fünf Spiele dort. Zur folgenden Spielzeit  wechselte er dann nach Finnland zu JYP Jyväskylä in die SM-liiga. Nach einem Jahr in Europa wechselte er zurück nach Kanada zu den Radio X de Québec in die Ligue Nord-Américaine de Hockey, wo er u. a. mit Donald Brashear zusammenspielte und die Meisterschaft gewann.

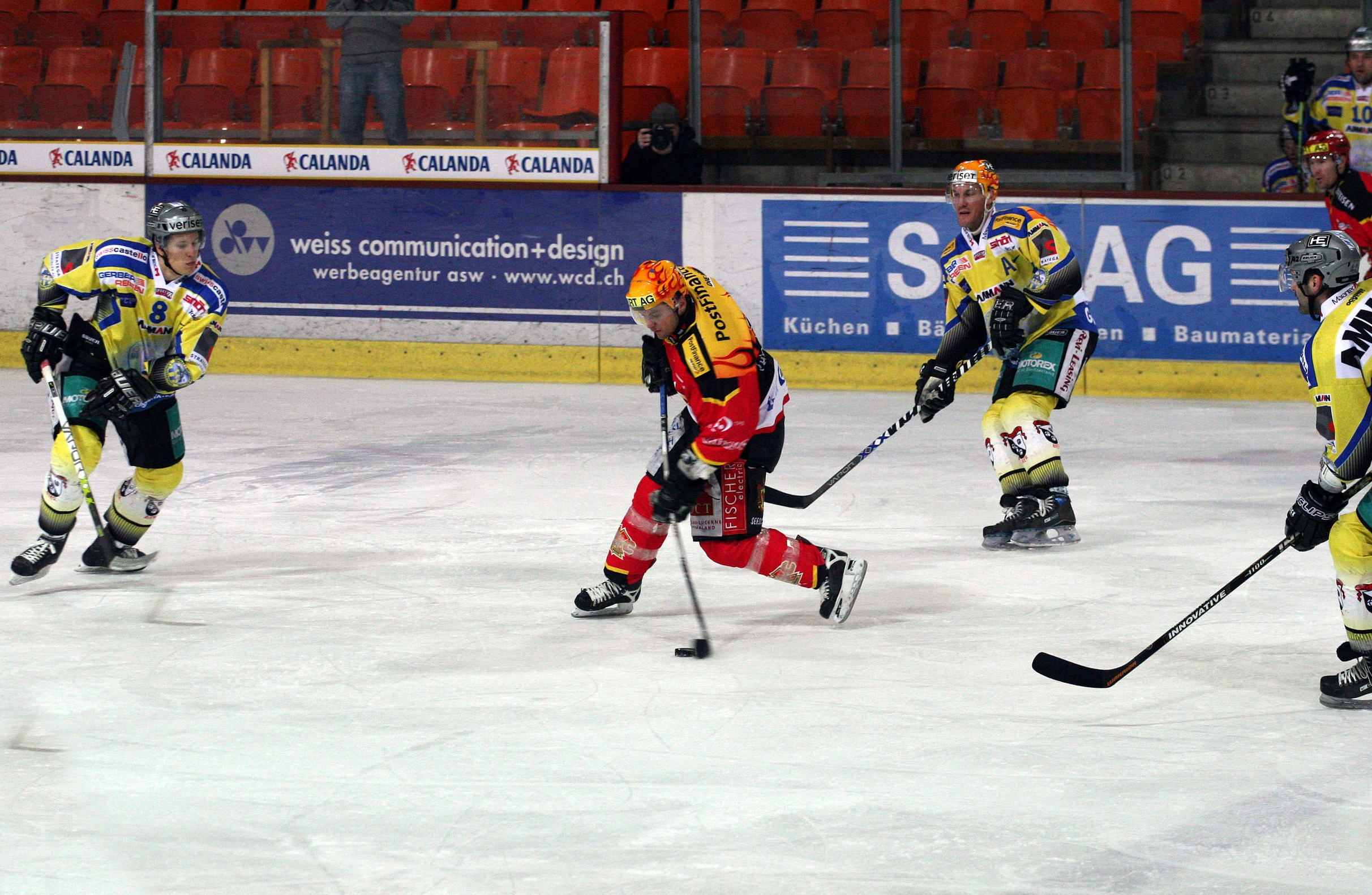
Alexandre Tremblay beim Torschuss

Nach einem Jahr in der LNAH bekam er ein Vertragsangebot von Fribourg-Gottéron, wo er aber nur ein Spiel absolvierte und ansonsten in der NLB beim HC La Chaux-de-Fonds eingesetzt wurde. Mit 34 Toren und 31 Assists wurde er Topscorer des HC La Chaux-de-Fonds, da man aber die Play-offs verpasste, wechselte Tremblay zum EHC Biel, um diesen im Playoff-Finale und der Relegation zu unterstützen. Der EHC Biel gewann zwar die NLB-Meisterschaft, scheiterte aber in der Relegation an Fribourg-Gottéron. In der Saison 2006/07 blieb er in Biel und avancierte zum Topscorer des EHC. Während der Playoffs lief er zu Höchstform auf (mit 15 Toren und 13 Assists in 15 Spielen) und war ein Garant für die Verteidigung des NLB-Titels.
Im Januar 2008 wurde bekannt, dass Tremblay einen Zweijahresvertrag beim Lausanne HC unterschrieben hatte. In Lausanne stieg Tremblay zum Mannschaftskapitän auf und fiel durch konstant starke Leistungen auf, als er in drei Saisons in Folge einen Schnitt von über einem Punkt pro Spiel erreichte. Im Januar 2011 wurde er vom EHC Visp verpflichtet, wo er einen Vertrag unterschrieb, der ab der Saison 2011/12 gilt. Im Dezember 2012 verließ er die Walliser, weil diese Domenico Pittis unter Vertrag genommen hatten. Tremblay heuerte daraufhin bei den GCK Lions an.
Dort war er bis 2015 aktiv, ehe der Kanadier in die Heimat zurückkehrte und sich Assurancia de Thetford aus der Ligue Nord-Américaine de Hockey anschloss.

## Erfolge und Auszeichnungen
| - 2000 Coupe-du Président-Gewinn mit den Océanic de Rimouski - 2000 Memorial-Cup-Gewinn mit den Océanic de Rimouski - 2001 CIAU Rookie of the Year - 2002 CIS (OUA East) Second All-Star Team - 2003 CIS (OUA East) First All-Star Team - 2003 CIS (OUA East) Most Valuable Player - 2003 CIS Player of the Year - 2005 Coupe-Futura-Gewinn mit den Radio X de Québec - 2007 NLB-Meister mit dem EHC Biel - 2007 Bester Vorlagengeber der NLB-Playoffs (gemeinsam mit Terry Yake) | - 2007 Bester Torschütze der NLB-Playoffs - 2007 Topscorer der NLB-Playoffs - 2008 NLB-Meister mit dem EHC Biel - 2009 NLB-Meister mit dem Lausanne HC - 2009 Bester Vorlagengeber der NLB-Playoffs - 2009 Bester Torschütze der NLB-Playoffs (gemeinsam mit Jonathan Roy) - 2009 Topscorer der NLB-Playoffs - 2010 NLB-Meister mit dem Lausanne HC - 2022 Coupe-Vertdure-Gewinn mit den Assurancia de Thetford |